# Битва при Гарільяно (915)
Битва при Гарільяно — бій, що відбувся в 915 році між об'єднаним військом християнських держав центральної та південної Італії та сарацинами. Армію християн очолив особисто папа римський Іван X. Мета битви полягала в тому, щоб знищити мусульманський укріплений табір на річці Гарільяно, який загрожував центральній Італії та околицям Риму протягом майже 30 років.

## Передумови
Вперше мусульманські війська з'явилися на території континентальної Італії, коли герцог Неаполя Андрій II використовував сарацинів з сусіднього Сицилійського емірату як найманців для війни з Сікардом, лангобардським князем Беневенто. У 836 році Сікард вже використовував власних сарацинських найманців, після чого їхнє використання стало проводитися на регулярній основі. У Мінтурно, на кордоні з Папською державою, неподалік від річки Гарільяно сарацини спорудили свій укріплений табір, з якого вони здійснювали грабіжницькі рейди в глиб Лаціо, доходячи навіть до гірських поселень в Умбрії. В Мінтурно сарацини навіть укладали союзи з сусідніми християнськими князями (зокрема, герцогом Гаети), користуючись розбратами між ними.

## Підготовка до битви
Папи римські неодноразово намагались боротись з сарацинською загрозою і папа Іван X зумів сформувати з місцевих князів альянс з метою витіснити сарацинів з центральної Італії.
У 915 році папа Іван X зумів об'єднати сили Південної Італії (за винятком Амальфі і Неаполя) — лангобардські та візантійські герцогства та князівства проти сарацинів. В єдину християнську армію увійшли загони кількох південно-італійських князів лангобардського або грецького походження, зокрема Гваймар II Салернський, Іван I Гаетський і його син Доцібіл II, Григорій IV Неаполітанський і його син Іоанн II, Ландульф I Беневентський і Капуанский. Король Італії Беренгар I відправив на допомогу Папі Римському загони зі Сполето і Марке на чолі з Альберіком I, герцогом Сполето і Камеріно. Візантійська імперія також брала участь в кампанії, виділивши сильний контингент з Калабрії та Апулії на чолі зі стратегом Барі Нікколо Пічінглі. Сам Іван X керував ополченням з Лаціо, Тоскани та Риму.

## Битва
Перше зіткнення відбулося в північному Лаціо, де християни розгромили кілька дрібних загонів арабських нападників. Далі вони здобули ще дві значущі перемоги в Кампо-Баккал, на Кассіевій дорозі, і в районі Тіволі і Віковаро. Після цих поразок сарацини, що облягали Нарні і інші фортеці, відійшли в головну фортецю (Кайруан) на річці Гарільяно. Облога фортеці тривала три місяці, з червня по серпень.
Будучи витісненими з укріпленого табору, сарацини відступили на прилеглі пагорби. Тут вони відбивали численні атаки християнських сил, які проводили Альберіх і Ландульф. Сарацини, позбавлені їжі та розуміючі безнадійність свого становища спробували в серпні прорватися до узбережжя й евакуюватися на Сицилію. Відповідно до літописів, прорив не вдався — сарацини були захоплені і страчені.

## Наслідки
Окремі сарацинські напади тривали ще близько століття, але мусульманам вже ніколи не вдавалось створити своїх довговічних постійних баз в Центральній Італії.
Беренгар I за допомогу в кампанії був нагороджений папською підтримкою і, зрештою, імператорською короною, а престиж Альберіха після переможної битви дозволили йому зіграти важливу роль у майбутній історії Риму. Іван I Гаетський зміг розширити володіння свого герцогства до річки Гарільяно й отримав титул патриція Візантії.
Після цієї перемоги візантійці, які становили основу християнського війська, стали домінуючою державою в південній Італії.